# NEXCO

NEXCO各公司管轄範圍

NEXCO（Nippon Expressway Company Limited）是日本3家經營廣域高速公路的公司合稱，由日本道路公團（JH）在2005年10月1日公司化與分拆而來。
「NEXCO」的暱稱是在2006年4月命名的。3家公司在成立後的盈餘均達到100億日圓，其中NEXCO中日本因接手經營東名高速道路、名神高速道路、中央自動車道這3個日本東西交通大動脈，是3家公司中盈餘最多的。雖然NEXCO是以民營化為名而成立，但目前這3家公司均為日本政府全資擁有的法定國營企業（特殊會社）。
而JH的研究單位，原由NEXCO中日本承接並改組為內部單位「中央研究所」，之後在2007年4月2日轉為3家NEXCO公司共同出資的公司高速道路綜合技術研究所（NEXCO總研）。

## NEXCO三社
NEXCO集團與NTT集團等不同，未設有持股公司，旗下三大公司（NEXCO三社）由財務大臣代表日本政府全資持股。
| 事業內容     | 法人名         | 類別     | 通稱        | 企業色             | 本社           | 主要區域                             |
| ------------ | -------------- | -------- | ----------- | ------------------ | -------------- | ------------------------------------ |
| 高速道路公司 | 東日本高速道路 | 株式會社 | NEXCO東日本 | NEXCO Green（綠）  | 東京都千代田區 | 北海道、東北、關東、新潟、信越一部分 |
| 高速道路公司 | 中日本高速道路 | 株式會社 | NEXCO中日本 | NEXCO Orange（橘） | 愛知縣名古屋市 | 東海4縣、信越一部分、北陸3縣         |
| 高速道路公司 | 西日本高速道路 | 株式會社 | NEXCO西日本 | NEXCO Blue（藍）   | 大阪府大阪市   | 關西、中國、四國、九州、沖繩         |

### 外部組織
| 事業內容 | 法人名                 | 類別     | 通稱          | 企業色       | 本社         | 主要區域 | 細節                                                                                  |
| -------- | ---------------------- | -------- | ------------- | ------------ | ------------ | -------- | ------------------------------------------------------------------------------------- |
| 研究機構 | 高速道路綜合技術研究所 | 株式會社 | NEXCO總研     | Grey（灰色） | 東京都町田市 | 全國     | 2007年4月2日由NEXCO中日本研究機構（中央研究所）分離獨立， 成為3社共同出資的研究機構。 |
| 資訊處理 | NEXCO系統              | 株式會社 | NEXCO Systems | Grey（灰色） | 東京都新宿區 | 全國     | NEXCO3社的基幹業務、通路費收入計算、交通量測量等系統開發、運用、維護。                |

## NEXCO的企業識別
採用字首「N」的立體化造型，代表不間斷的高速公路的動感意象，並依照各區域選擇不同代表色。NEXCO東日本採用亮深綠色，代表日本東、北部的自然景觀；NEXCO中日本採用橘色，代表著活躍繁榮的景象；NEXCO西日本採用明晰的藍色，代表日本西、南部的海洋與天空。三家公司的代表色恰好各與JR集團的東日本旅客鐵道（JR東日本）、東海旅客鐵道（JR東海）、西日本旅客鐵道（JR西日本）相同。

## 外部連結
- 東日本高速道路株式會社（页面存档备份，存于）（NEXCO東日本）
- 中日本高速道路株式會社（页面存档备份，存于）（NEXCO中日本）
- 西日本高速道路株式會社（页面存档备份，存于）（NEXCO西日本）
- 株式會社高速道路綜合技術研究所（页面存档备份，存于）（NEXCO總研）